# 横浜大世界

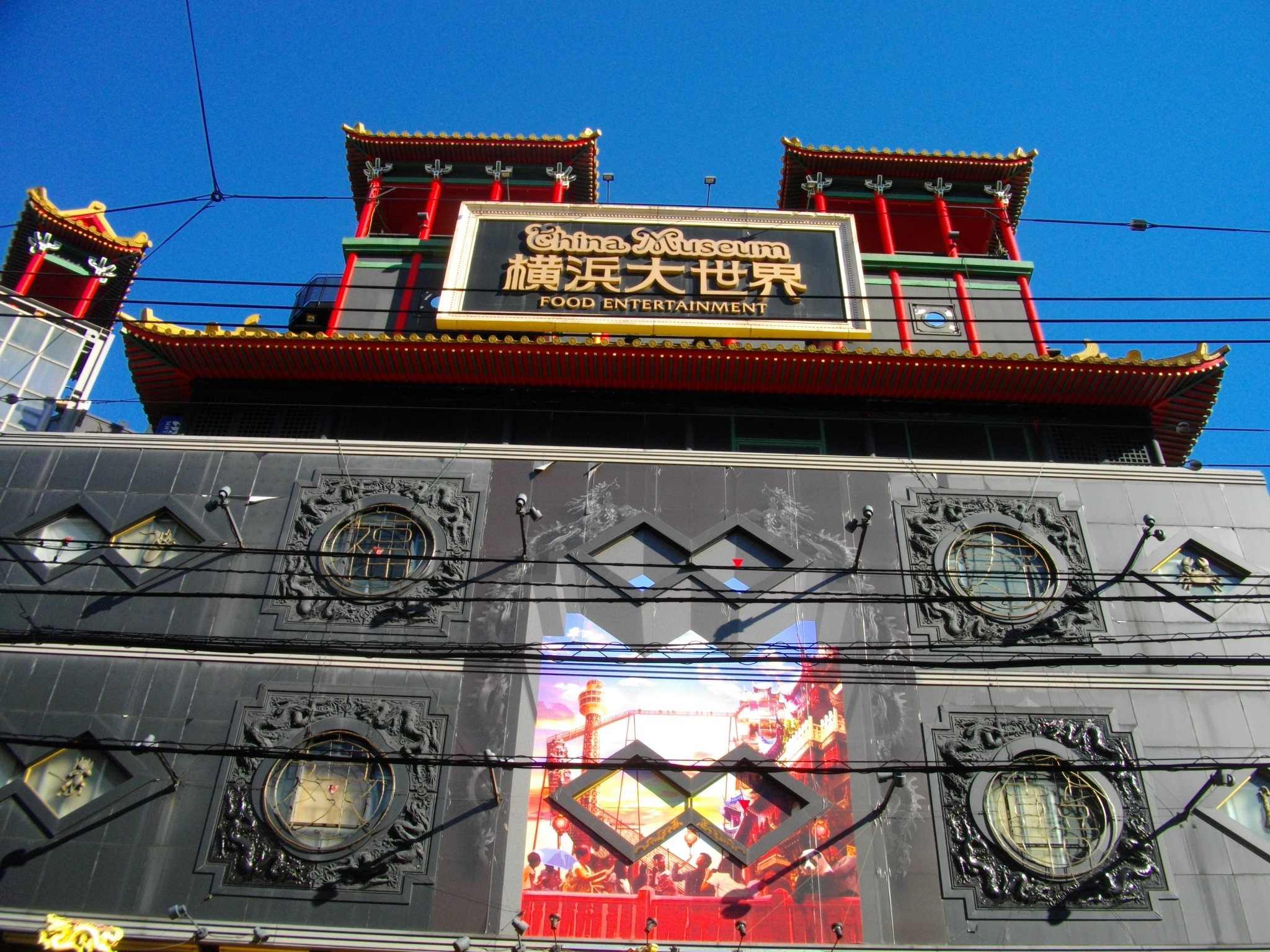
横浜大世界

横浜大世界（よこはまだいせかい）は、神奈川県横浜市中区山下町97にあるチャイナテーマパーク。愛称は上海語読みの「DASKA（ダスカ）」。2003年11月30日にオープンした。運営は株式会社横浜大世界が行っている。

## 概要
オープン当初のコンセプトは「オールド上海」。1920年代の古き良き上海をテーマとしており、実際に「大世界」の名称も、1920年代に上海に存在したアミューズメントビルの名前を取っている。
全8フロアで、タイムマシンに見立てたエレベータで8Fまで行き、下層階におりていく形をとっていた。中国をテーマとした展示フロア、京劇や雑技等の演目が毎日行われているステージフロア、国内外の中華が楽しめる飲食フロア、中国の雑貨や横浜土産が並ぶ物販フロアからなる構成であった。当初の入場料は500円（物販フロアのぞく）。
2006年10月に一時休業、同年11月3日にリニューアルオープンをした。コンセプトを「上海」から「中国」に変更し、横浜大世界の中に4つのテーマパークを作る。この時より飲食フロアも入場無料となる。
2008年10月に、テレビアニメマクロスフロンティアとのタイアップイベントを実施、作中に登場するまぐろ饅を再現して限定販売を9日間、計1400個が販売された。販売にあたり従業員が、デカルチャーTシャツを着たり、撮影用貸衣装や販売員用コスプレ衣装を従業員が手製し着用するなどで話題となり、最終日には前夜終電前から行列が出来る。
2025年現在は、1楼がお土産ショップ、2楼がカフェ、占い、変身写真館、足裏マッサージ、ドクターフィッシュ、4楼から8楼がアートリックミュージアム、3楼が謎解き迷宮館となっている。（アートリックミュージアム・謎解き迷宮館のみ有料　他のフロアは入場料無料）

## 館内施設一覧
（2024年4月26日現在）
1楼　ダスカマーケット 物販フロア（入場料無料）
横浜中華街最大級のお土産ショップ。お菓子や雑貨はもちろん、お茶やお酒、中華食材まで取り揃えている。
2楼　アートリックミュージアムチケット売り場、台湾蘭丹茶房、笑顔変身写真館、幸せ占いえがおの神様、足裏健康館（入場料無料）
中華スイーツが楽しめるカフェと、アートリックミュージアムのチケット売り場と、占い、変身写真館、足裏マッサージ。
- 台湾蘭丹茶房 - 台湾＆ランタンをコンセプトにしたカフェ。台湾の伝統的なメニューと雰囲気を満喫できる[1]。
- 笑顔変身写真館 - 館内衣装レンタル（￥2,000）、: お出かけレンタル（￥4,000～）などで大世界内や屋外でもチャイナドレス・漢服など中華衣装の利用が可能。レンタル＋撮影（￥5,000）では中華背景のスタジオで、プロカメラマンによる本格的な撮影が楽しめる。
- えがおの神様 - 手相、タロットカード、生年月日を予算に合わせて組み合わて占える。手相占い（￥1,100～）、生年月日占い+手相 or タロット（￥3,300）など。
- 足裏健康館 - 3段階の強さが選べる足裏マッサージ店。15分　2,100円（足裏のみコース）と30分　4,200円（膝下までコース）があり、15分単位（2,100円）で延長も可能。
- フィッシュフットマッサージ - 小さな魚に、古い角質を取ってもらうリラクゼーションショップ。ピーリング効果やマッサージ効果、リラクゼーション効果が期待できる。

おとな　1,000円、中高生　800円、こども　600円（3歳以下無料）/各10分
3楼　謎解き迷宮館（入場料　大人1,500円　中高生1,200円　小人800円）
- モダンチャイナをイメージしたフロアを舞台に、2つの体験型ゲームがプレイ可能。

1つは不思議な暗号を解いて、迷い込んでしまった世界から脱出する謎解きゲーム“the ESCAPE”「裏・横浜大世界からの脱出」。
もう1つは、探偵になって証拠や手がかりを集め、殺人事件の謎を解くミステリーゲーム“the DETECTIVE”「横浜大世界闇夜事件」。
4～8楼　アートリックミュージアム（入場料　大人1,500円　中高生1,200円　小人800円）
トリックアートとはヨーロッパで発祥した「トロンプ・ルイユ」とよばれる立体画法（だまし絵）に新しいアイデアを付加して確立したニューアートである。
館内は作品に触ったり写真撮影がOKとなっており、不思議なアートが楽しめるようになっており、子どもから大人まで楽しめるエリアとなっている。
アートリックミュージアムと謎解き迷宮館セットで入場した場合の入場料は以下の通り
入場料　大人2,000円　中高生1,600円　小人1,200円
3楼以上のコンテンツの受付は2楼

## アクセス
横浜中華街南門シルクロード沿い。 みなとみらい線元町・中華街駅3番出口より徒歩2分。